# Sundy
Sundy est une localité de Sao Tomé-et-Principe située au nord-ouest de l'île de Principe. C'est une ancienne roça.

## Population
Lors du recensement de 2012, 416 habitants y ont été dénombrés.

## Histoire

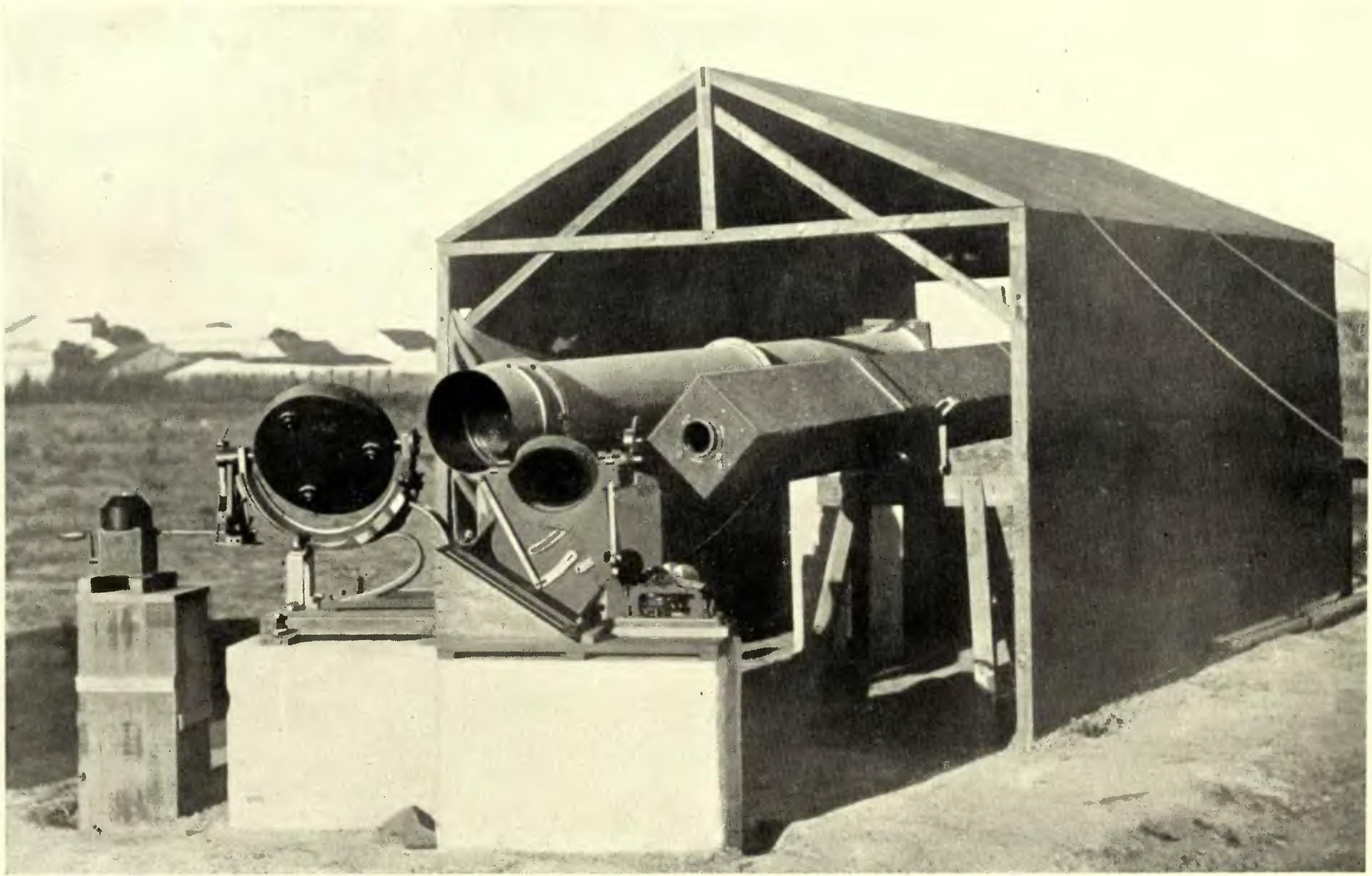
Instrument utilisé par Eddington durant l'éclipse.

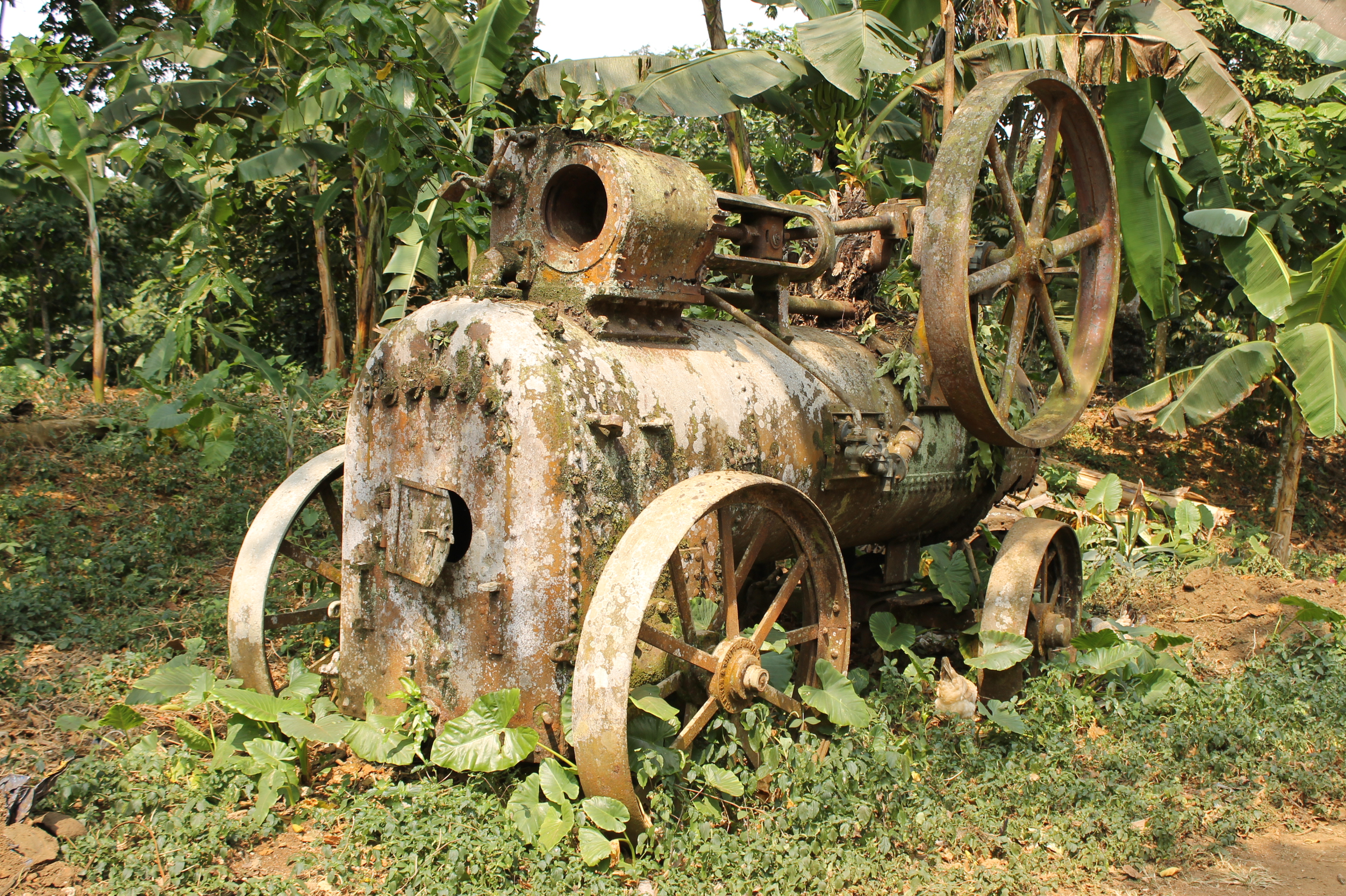
Ancienne locomotive.

Le premier plant de cacao de tout l'archipel a été planté dans cette région en 1822.
Les écuries ont été construites dans les années 1880, les sanzalas en 1915 et le bâtiment principal en 1921.
En 1919 l'astrophysicien britannique Arthur Eddington se rendit spécialement à Sundy pour observer une éclipse de soleil totale qui y était visible le 29 mai. Il s'agissait de vérifier s'il y avait bien un effet de lentille gravitationnelle tel que prédit par la théorie de la relativité générale d'Albert Einstein. L'expérience s'avéra probante.

## Tourisme
Un resort de luxe y a été aménagé en 2016 à l'initiative du milliardaire sud-africain Mark Shuttleworth, séduit par l'île de Principe.